# Mikel Orbegozo Orbegozo
Mikel Orbegozo Orbegozo, más conocido como Orbegozo (San Sebastián, Guipúzcoa, 15 de abril de 1989), es un futbolista español que ocupa la posición de delantero en la SD Beasáin.

## Trayectoria
Se formó en las categorías inferiores de la Real Sociedad, debutando con el filial donostiarra en 2007. Fue máximo goleador del Sanse en dos ocasionesː en la temporada 2009-10 logró veinticuatro goles en Tercera División, mientras que en la campaña 2010-11 anotó seis más en Segunda B.
En julio de 2011, tras decidir no renovar su contrato, firmó un contrato de tres temporadas con el Bilbao Athletic, el equipo filial del Athletic Club. Su paso por el Bilbao Athletic estuvo marcado por las cesiones, ya que fue prestado en tres ocasiones a diversos equipos como el Nástic de Tarragona, Sestao River y SD Amorebieta.
En julio de 2014 se incorporó al Getafe "B". Tras una campaña en la que logró dieciséis tantos, firmó por la SD Compostela. En  enero de 2016, siendo el máximo goleador de la SD Compostela con sólo tres tantos, alcanzó un acuerdo con la junta directiva del club santiagués y rescindió su contrato para firmar con la UD Marbella. Su siguiente destino fue el Real Jaén, después de haberse lesionado de gravedad en el equipo malagueño. Tras media campaña en el cuadro jiennense, se marchó al CD Ebro el último día del mercado de invierno.
De cara a la temporada 2017-18 regresó a Guipúzcoa para jugar en las filas del Real Unión. En sus dos primeras temporadas fue el máximo goleador de la plantilla, con diez y quince tantos respectivamente. Sin embargo, en su tercera campaña sufrió una grave lesión de rodilla, por lo que el club tomó la decisión de no renovar su contrato.
En julio de 2020 fichó por el CD Tudelano de Segunda B. Después de anotar seis goles en el club navarro, en junio de 2021, volvió a Guipúzcoa para jugar en las filas de la SD Beasáin.

## Clubes
| Club                        | País   | Año              | Partidos | Goles |
| --------------------------- | ------ | ---------------- | -------- | ----- |
| Real Sociedad B             | España | 2007-2011        | 50       | 7     |
| Bilbao Athletic             | España | 2011-2012        | 14       | 4     |
| Club Gimnàstic de Tarragona | España | 2012             | 11       | 0     |
| Sestao River Club           | España | 2012-2013        | 22       | 3     |
| SD Amorebieta               | España | 2013-2014        | 38       | 11    |
| Getafe B                    | España | 2014-2015        | 37       | 16    |
| SD Compostela               | España | 2015             | 20       | 3     |
| Marbella Fútbol Club        | España | 2016             | 5        | 0     |
| Real Jaén CF                | España | 2016             | 19       | 2     |
| Club Deportivo Ebro         | España | 2017             | 12       | 4     |
| Real Unión de Irún          | España | 2017-2020        | 66       | 25    |
| Club Deportivo Tudelano     | España | 2020-2021        | 20       | 6     |
| Sociedad Deportiva Beasáin  | España | 2021- Actualidad |          |       |

## Vida personal
Su hermano mayor, Ion, también fue futbolista en varios equipos vizcaínos de Segunda B.